# Палмер, Эдвард
Эдвард Палмер (англ. Edward Palmer; 1 сентября 1809, Шарлоттаун, Остров Принца Эдуарда — 3 ноября 1889, Шарлоттаун, Остров Принца Эдуарда, Канадская конфедерация) — канадский политик. Является одним из отцов Канадской конфедерации — принимал участие в Шарлоттаунской и Квебекской конференциях, предваряющих её образование.

## Биография
Эдвард Палмер родился в семье Джеймса Бардина Палмера и Миллицент Джонс, он один из 12 детей в семье. Его отец был поверенным из Ирландии и прибыл на остров в качестве земельного агента в 1802 году, а с 1806 по 1812 годы он был советником лейтенант-губернатора острова Джозефа Фредерика Валлета Десбарреса. Несмотря на временные трудности, случившиеся после 1812 года, Палмер был вовлечён в общественную жизнь и оставил хорошее наследство после своей смерти в 1833 году.
Эдвард Палмер учился в школе в Шарлоттауне Он изучал законы в офисе отца и в 1830 году был приглашён в гильдию. По окончании политической карьеры в 1870-х годах Палмер работал судьёй в графстве, а затем и в провинции.

## Политическая карьера
В 1834 году Палмер начал заниматься политикой, став к концу 1830-х вторым тори после Джозефа Поупа в законодательном собрании острова. После того как Поуп перешёл к реформаторам Джорджа Коулса в 1849 году, Палмер стал лидером тори на следующее десятилетие. Большую часть времени они составляли меньшинство в законодательном собрании. Только в 1958 году партия пришла к власти, а Палмер стал премьер-министром колонии. В 1863 году он был вынужден уйти с поста из-за внутрипартийных разногласий, а ещё через два года Палмер покинул кабинет министров. Причиной стали разногласия по вопросам объединения колоний Британской Северной Америки. Палмер был против Конфедерации, хотя и участвовал в конференциях 1864 года.